# اچ‌ام‌اس ابدیل (ام۳۹)
اچ‌ام‌اس ابدیل (ام۳۹) (به انگلیسی: HMS Abdiel (M39)) یک کشتی بود که طول آن ۱۲۷٫۴ متر (۴۱۸ فوت) (overall) بود. این کشتی در سال ۱۹۴۰ ساخته شد.